# Super Bowl of Poker
Le Super Bowl of Poker (également connu sous le nom de Amarillo Slim Super Bowl of Poker ou SBOP) est le deuxième plus prestigieux tournoi de poker dans le monde au cours des années 1980. 
Alors que les World Series of Poker (WSOP) attiraient déjà les grandes foules ainsi que de nombreux amateurs, le SBOP  était un évènement limité presque exclusivement aux pros et aux amateurs .

## Palmarès
| Année | Gagnant            | Prix      | Lieu                    |
| ----- | ------------------ | --------- | ----------------------- |
| 1979  | George Huber       | 150 000 $ | Hôtel Hilton, Las Vegas |
| 1980  | Gabe Kaplan        | 190 000 $ | Sahara                  |
| 1981  | Junior Whited      | 130 000 $ | Sahara, Reno            |
| 1982  | Ed Stevens         | 195 000 $ | Sahara , Lake Tahoe     |
| 1983  | Hans "Tuna" Lund † | 275 000 $ | Sahara , Lake Tahoe     |
| 1984  | Stu Ungar † *      | 275 000 $ |                         |
| 1985  | Mickey Appleman    | 205 000 $ |                         |
| 1986  | Billy Walter       | 175 000 $ |                         |
| 1987  | Jack Keller † *    | 220 000 $ | Caesars Las Vegas       |
| 1988  | Stu Ungar † *      | 210 000 $ | Caesars Las Vegas       |
| 1989  | Stu Ungar † *      | 205 000 $ | Caesars Las Vegas       |
| 1990  | T.J. Cloutier *    | 240 000 $ | Caesars Las Vegas       |
| 1991  | Jack Keller † *    | 52 250 $  | Flamingo Laughlin       |